# Неф, Карл
Карл Неф (нем. Karl Nef; 22 августа 1873, Санкт-Галлен,  Швейцария — 9 февраля 1935, Базель, Швейцария) — швейцарский музыкальный критик и музыковед.

## Биография
Учился в Лейпцигском университете и Лейпцигской консерватории у Саломона Ядассона (теория музыки), Юлиуса Кленгеля (композиция) и Алоиса Рекендорфа. В 1897—1925 годах — музыкальный критик газеты «Basler Zeitung», в 1898—1909 годах редактор «Schweizerische Musikzeitung». С 1900 года преподавал музыковедение в Базельском университете (с 1909 года — профессор), а в 1912—1928 годах — в Базельской консерватории. Один из основателей Швейцарского музыковедческого общества; в 1899—1908 годах — президент Базельского отделения, в 1932—1935 годах — президент. Его «История западноевропейской музыки» неоднократно переводилась на многие языки, в том числе на русский (перевод с французского Бориса Асафьева, Л., 1930, М., 1938).

## Музыковедческие работы
- Die Collegia musica in der deutschen reformierten Schweiz. Leipzig: Breitkopf u. Härtel. — St. Gallen, Fehr, 1897.
- Zur Geschichte der deutschen Instrumentalmusik in der zweiten Hälfte des 17. Jahrhunderts. — Leipzig: Breitkopf u. Härtel, 1902.
- Einführung in die Musikgeschichte. — Basel: Kober, 1920; (2-е изд., испр. и доп.) Histoire de la musique. Paris, 1925.
- Geschichte der Sinfonie und Suite. — Leipzig: Breitkopf u. Härtel, 1921.
- Die neun Sinfonien Beethovens. — Leipzig: Breitkopf u. Härtel, 1928.
- Die Passionsoratorien Jean-François Lesueurs. — Paris: E. Droz, 1933.
- Geschichte unserer Musikinstrumente. — Basel: Amerbach-Verl., 1949.